# Cesare Curioni
Cesare Curioni (Asso, 1923 – Asso, 12 gennaio 1996) è stato un religioso italiano.
Fu presidente della Commissione Ministeriale dei Cappellani militari.

## Biografia
Monsignor Cesare Curioni, nella sua lunga carriera, fu ispettore generale dei cappellani carcerari d'Italia, dopo aver rivestito l'incarico di cappellano capo di San Vittore per trentadue anni. dal 1982 al 1992 fu presidente della Commissione Ministeriale dei Cappellani militari. Grazie all'importante incarico aveva potuto stabilire rapporti con Cuba e Polonia, dominate dai sovietici ed a regime comunista, riuscendo ad ottenere la presenza di cappellani cattolici nelle carceri.
Il 17 dicembre 1966 fu insignito della Medaglia d'oro di benemerenza del comune di Milano, per gli studi sul problema penitenziario e per il ventennio di attività quale cappellano di San Vittore, al Castello Sforzesco di Milano, alla presenza del presidente del Consiglio onorevole Aldo Moro.
Per il suo vicario don Fabio Fabbri, l'appello di papa Paolo VI Uomini delle Brigate Rosse, letto in occasione del rapimento dell'onorevole Aldo Moro, era stato concordato con Curioni, al quale spettava anche il compito di mediare con i rapitori; secondo Fabbri, «lui sapeva che i nostri nomi erano stati trovati nei covi delle Br, ma disse di non temere, perché era cosciente che il nostro ruolo, ispirato ai principi cristiani ed umanitari, era rispettato da tutti».